# David Freiberg
David Freiberg (* 24. srpna 1938, Cincinnati, Ohio, USA) je americký hudebník, známý jako stálý člen skupiny Quicksilver Messenger Service. Také hrál ve skupinách Jefferson Airplane a Jefferson Starship.